# Asamblea de Representantes del Distrito Federal
La Asamblea de Representantes del Distrito Federal fue el primer órgano legislativo del Distrito Federal de México desde 1928 en que el gobierno de Álvaro Obregón suprimió las trece demarcaciones municipales vigentes entonces. Funcionó de 1988 a 1994, convirtiéndose en la Asamblea Legislativa del Distrito Federal.

## Historia
El 18 de noviembre de 1824 por Decreto del Congreso General Constituyente se creó el Distrito Federal y se determinó al territorio de la Ciudad de México como sede de los Poderes de la Nación.
En 1928, Álvaro Obregón decreta la desaparición de los municipios para que quede a cargo del Presidente de la República, Congreso de la Unión y Tribunal Superior de Justicia de la Nación, lo que abre la discusión en torno a la dependencia del Distrito Federal.
El 17 de junio de 1986, el Presidente de la República se convocó a partidos políticos, asociaciones políticas, organizaciones sociales, instituciones académicas y ciudadanos a participar en las Audiencias Públicas de Consulta para que los habitantes de la capital tuvieran representantes políticos locales frente al gobierno.
Las propuestas eran:
- Oposición: Convertir al Distrito Federal en Entidad Federativa.
- Oficial: Hacer de la Comisión Legislativa de la Cámara de Diputados como Congreso Local.
- PRI: Crear una Cámara, Consejo, Cabildo o Asamblea Local.

Con ello se pretendía:
- Ampliar la participación política-ciudadana
- Favorecer el diálogo democrático
- Desconcentrar y descentralizar actividades gubernamentales
- Rango constitucional de la iniciativa popular y participación social
- Fortalecer la representatividad de la población

El 23 de diciembre de 1986, el Presidente Miguel de la Madrid Hurtado presenta una iniciativa ante el Congreso de la Unión para crear un órgano competente para dictar bandos, ordenanzas y reglamentos de policía y buen gobierno de observancia general respecto a los servicios públicos, sociales, económicos y culturales que sean de interés directo de los habitantes de la Ciudad de México.
El 31 de marzo de 1987, se aprueba en la Cámara de Diputados con 238 votos a favor y 63 en contra. Posteriormente por la Cámara de Senadores por unanimidad, el 29 de julio de 1987. Nace por Decreto Promulgatorio publicado en el Diario Oficial de la Federación el 10 de agosto de 1987.
La Asamblea de Representantes del Distrito Federal fue un órgano de representación ciudadana con facultades para dictar bandos, ordenanzas y reglamentos de policía y buen gobierno durante: I Asamblea (1988-1991) y II Asamblea (1992-1994).
Durante la Reforma Política del Distrito Federal publicada por Decreto en el Diario Oficial del 25 de octubre de 1993, se eleva a la Asamblea de Representantes como órgano de gobierno con facultades legislativas que dejan de ser meramente reglamentarias y se convierten en creadoras de ley para la Ciudad de México.
Luego pasó a denominarse Asamblea Legislativa del Distrito Federal y los representantes se llamarán diputados, en virtud del nuevo decreto, publicado el 22 de agosto de 1996, y que modifica el artículo 122 de la Constitución Política de los Estados Unidos Mexicanos.

## Asambleas

### Primera Asamblea del Distrito Federal (1988-1991)
Inició su gestión el 15 de noviembre de 1988 y terminó el 14 de noviembre de 1991, efectuaron 141 sesiones durante seis períodos ordinarios.
El órgano estuvo integrado por:
- Partido Revolucionario Institucional (PRI), 34 representantes
- Partido Acción Nacional (PAN), 18 representantes
- Partido Frente Cardenista de Reconstrucción Nacional, 6 representantes
- Partido Popular Socialista, 3 representantes
- Partido Mexicano Socialista, 3 representantes
- Partido Auténtico de la Revolución Mexicana, 2 representantes

Contaba con 29 facultades, se conformaba por 17 órganos internos de trabajo, de las cuales 13 eran comisiones y 4 comités.
Facultades:
- Iniciar leyes o decretos
- Dictar bandos, ordenanzas y reglamentos de policía y buen gobierno
- Convocar a consulta pública
- Aprobar nombramientos de Magistrados del Tribunal Superior de Justicia del Distrito Federal

Presentaron 124 iniciativas, sólo fueron aprobadas 12 por el Pleno, ya que buscaban la modificación de artículos constitucionales, al no ser competencia de la Asamblea Local fueron rechazados.

### Segunda Asamblea del Distrito Federal (1991-1994)
Inició su gestión el 15 de noviembre de 1991 y concluyó el 14 de noviembre de 1994, realizó 144 sesiones y presentó 27 iniciativas, sólo se aprobaron 9 ante el Pleno.
Tenía como objetivo consolidar la comunicación entre ciudadanos y autoridades capitalinas. Las iniciativas aprobadas fueron:
- Bando mediante el que se abroga y en consecuencia cesan los efectos de diversos reglamentos aplicables en el territorio del DF
- Ordenanza por la cual se determina zona de alta seguridad de las instalaciones del metro
- Reforma al Reglamento de Transporte de Carga
- Reforma al Reglamento de Tránsito
- Bando por el que se prohíbe el ejercicio del comercio en la vía pública en puestos fijos, semifijos y de cualquier otro tipo en las calles comprendidas dentro del perímetro determinado por el DDF, para la primera fase del desarrollo del programa de mejoramiento del comercio popular
- Reglamento de Construcciones
- Reforma al Reglamento de Agua y Drenaje para el DF
- Reglamento Gubernativo de Justicia Cívica para el DF
- Reforma al Reglamento de Construcciones

Se elevó el número de comisiones a 16 y se mantuvo en 4 los comités. Desarrollo trabajo con respecto a la Reforma Política del Distrito Federal para ampliar sus funciones legislativas.
El órgano estuvo integrado por:
- Partido Revolucionario Institucional, 40 representantes
- Partido Acción Nacional, 11 representantes
- Partido de la Revolución Democrática, 7 representantes
- Partido Frente Cardenista de Reconstrucción Nacional, 5 representantes
- Partido Popular Socialista, 2 representantes
- Partido Auténtico de la Revolución Mexicana, 1 representante

### Tercera Asamblea del Distrito Federal (1994-1997). Primera Legislatura del Distrito Federal
El 25 de octubre de 1993, se publicó en el Diario Oficial de la Federación la reforma el artículo 122 constitucional para otorgarle a la Asamblea Local jerarquía de órgano de gobierno local.
Inició su gestión el 13 de noviembre de 1994 con 66 representantes electos, la cual se conformaba así:
- Partido Revolucionario Institucional, 38 representantes
- Partido Acción Nacional, 14 representantes
- Partido de la Revolución Democrática, 10 representantes
- Partido Verde Ecologista de México, 2 representantes
- Partido del Trabajo, 2 representantes